# Manifiestamente covariante
En la relatividad general, una ecuación manifiestamente covariante es aquella en la que todas las expresiones son tensores. Las operaciones de suma, producto tensorial, contracción tensorial, leyes de ascenso y descenso de índices y derivada covariante pueden aparecer en la ecuación. Los términos prohibidos incluyen, entre otros, las derivadas parciales. Las densidades tensoriales, especialmente integrandos y variables de integración, pueden permitirse en ecuaciones manifiestamente covariantes si están claramente ponderadas por la potencia apropiada del determinante de la métrica.
Escribir una ecuación en forma manifiestamente covariante es útil porque garantiza el principio de covariancia tras una inspección rápida. Si una ecuación es manifiestamente covariante, y si se reduce a una ecuación correspondiente correcta en la teoría de la relatividad especial cuando se evalúa instantáneamente en un marco de referencia inercial local, entonces suele ser la generalización correcta de la ecuación relativista especial en la relatividad general.

## Ejemplo
Una ecuación puede ser covariante de Lorentz incluso si no es manifiestamente covariante. Considérese el tensor de campo electromagnético
{\displaystyle F_{ab}\,=\,\partial _{a}A_{b}\,-\,\partial _{b}A_{a}\,}
donde {\displaystyle A_{a}} es el cuatropotencial electromagnético en el calibre de Lorenz. La ecuación anterior contiene derivadas parciales y, por lo tanto, no es manifiestamente covariante. Téngase en cuenta que las derivadas parciales pueden escribirse en términos de derivadas covariantes y símbolos de Christoffel como
{\displaystyle \partial _{a}A_{b}=\nabla _{a}A_{b}+\Gamma _{ab}^{c}A_{c}}
{\displaystyle \partial _{b}A_{a}=\nabla _{b}A_{a}+\Gamma _{ba}^{c}A_{c}}
Para una métrica libre de torsión asumida en la relatividad general, se puede apelar a la simetría de los símbolos de Christoffel
{\displaystyle \Gamma _{ab}^{c}-\Gamma _{ba}^{c}=0,}
que permite escribir el tensor de campo en forma manifiestamente covariante
{\displaystyle F_{ab}\,=\,\nabla _{a}A_{b}\,-\,\nabla _{b}A_{a}.}